# Hagelgeweer

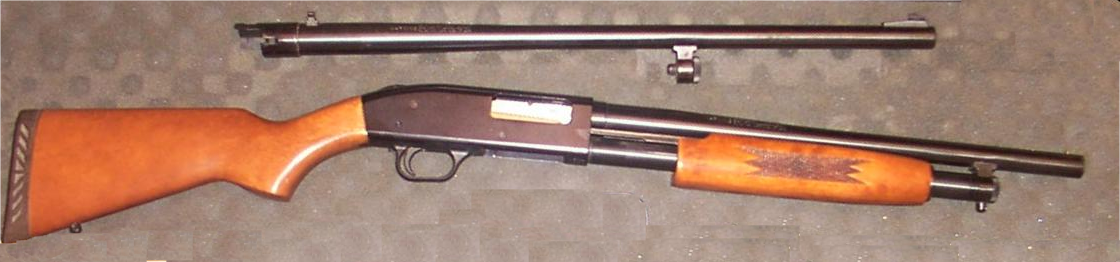
Een Mossberg 500-hagelgeweer

Een hagelgeweer of jachtgeweer is een vuurwapen, waarmee men voornamelijk hagelpatronen afschiet. Deze wapens worden meestal gebruikt voor de jacht op klein wild en voor kleiduivenschieten. Voor andere toepassingen kunnen deze geweren in principe ook geladen worden met gladlooppatronen of andere voorwerpen of substanties.

## Geschiedenis

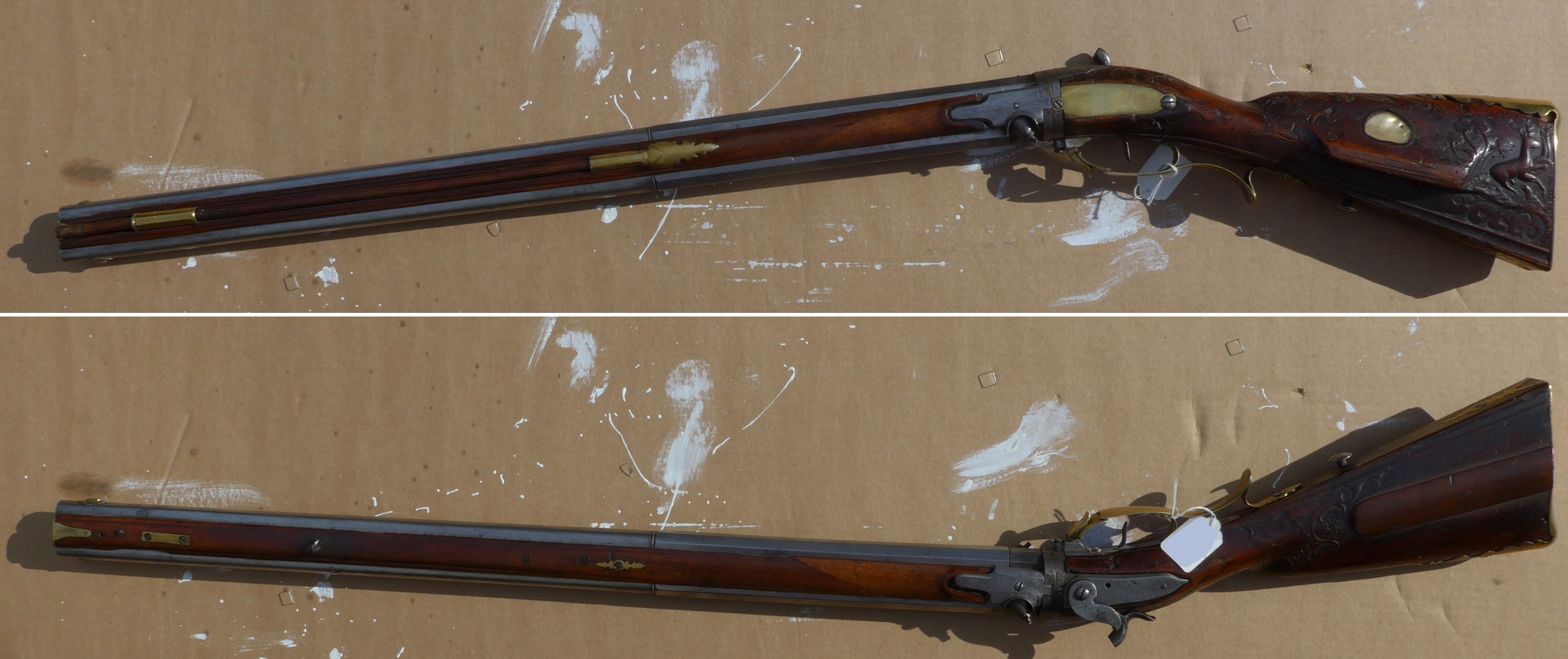
Dubbelloops percussie jachtgeweer met omkeerbare lopen, Duits, ~1860

Hagelgeweren werden van oorsprong gebruikt in plaats van de donderbus. Het gebruik van een hagelgeweer werd voor het eerst vermeld in het boek "Frontier Language of the West" door James Fenimore Cooper in 1776 in Kentucky. Het hagelgeweer is in de loop van zijn bestaan zeer in trek geweest bij bewakers, politiediensten en jagers die op vogels joegen.
Van oorsprong was het vroegere voorlaadhagelgeweer identiek aan het musket in de zin dat ze allebei gladloops waren (zonder trekken en velden in de loop). Een musket was echter wel veelal langer dan een hagelgeweer.
Hagelgeweren en andere soortgelijke wapens waren veel makkelijker in omgang dan langeafstandswapens en waren ook eerder ontwikkeld. De ontwikkeling van preciezere en dodelijkere wapens verkleinde het nut van het hagelgeweer dat op de grote, open slagvelden in Europese oorlogen werd gebruikt.
Als jachtwapen heeft het hagelgeweer eveneens een voorloper in het eendenroer; een gladloops vuurwapen met een extreem lange loop. Met dit wapen werd voornamelijk geschoten op groepen gevogelte.

## Munitie
De munitie wordt bij een pompactiehagelgeweer in het buismagazijn onder de loop bewaard. Het herladen van het wapen gebeurt door de patronen een voor een in het buismagazijn te schuiven door een opening voor de trekkerbeugel. Er zijn ook hagelgeweren die een losse patroonhouder hebben. Deze worden meestal voor semiautomatische en in een enkel geval volautomatische hagelgeweren gebruikt (zoals het geval is bij een AA-12).

### Hagel
Hagelpatronen worden in Nederland en België doorgaans gebruikt voor de jacht op wild of voor kleiduivenschieten, en mogen tegenwoordig geen lood meer bevatten. Alternatieven voor lood zijn staalhagel en bismuthagel. De effectieve dracht van het hagelpatroon (tot hoever een projectiel na afvuren nog effectief is) ligt gemiddeld rond de 30 meter. Natuurlijk vliegt de hagel veel verder maar is dan niet meer direct dodelijk. Voor de afstand in meters die hagel aflegt zonder iets te raken kan als vuistregel de hageldiameter in mm worden vermenigvuldigd met 100. Er geldt dan wel dat er onder een hoek van 45 graden geschoten moet worden. Hagel met een diameter van 2,5 mm zal dus 2,5 × 100 = 250 meter ver komen.

### Slugs
Een 'slug' is een klomp lood, staal of rubber. Voor de jacht op grotere soorten wild worden loden slugs gebruikt. Dit zijn gladlooppatronen (ook wel brennekes genoemd), waarvan de hagellading vervangen is door een enkele kogel. Deze kogels zijn door hun grote gewicht ook op langere afstand nog effectief, alhoewel niet zo zuiver als een regulier kogelpatroon.
De rubberen variant kan gebruikt worden als niet dodelijke munitie voor het tijdelijk uitschakelen van een tegenstander. Verwondingen blijven dan vaak beperkt tot een blauwe plek of een kneuzing.

### Andere munitie
Er is een groot aantal alternatieve munitiesoorten met elk hun eigen functie: lichtkogels, vlammenwerpers, exploderende ladingen, traangas, elektrocuterende ladingen, vuurwerk, zout, scherpe pijltjes, losse flodders, gillers en slotbrekers.
De "BeanBag" is een nylon zakje gevuld met zand of een andere zware substantie, dat als doel heeft het lichaam niet binnen te dringen, maar de tegenstander zonder ernstige verwondingen uit te schakelen.

## Kaliber
Het getal van de kaliber aanduiding van een hagelgeweer is niet de mm-maat van de loop maar geeft het aantal loden bollen aan, met de overeenkomstige mm-maat van dat kaliber, die in een Engels pond gaan. Derhalve hoe groter dat getal, des te kleiner de loop diameter. Bijv. kal. 12 > 18,6 mm, kal. 16 > 16,9 mm en kal. 20 > 15,7 mm. Het kaliber van een hagelgeweer is meestal vrij groot. In Nederland zijn de kalibers 12, 16, 20 en 24 toegestaan voor de jacht. Het meest gebruikte kaliber in Nederland is kaliber 12 ('12 gauge') oftewel 18,6 mm. Er bestaan echter ook grotere (t/m kaliber 2) en kleinere loopdiameters (t/m 10,4 mm – dit is het zogenaamde .410 kaliber).

## Soorten hagelgeweren
In de klasse hagelgeweren bestaan de volgende varianten:
- Basculerend jachtgeweer. Meestal een dubbelloops maar soms ook een enkelloops hagelgeweer. Een dubbelloops jachtgeweer kan de lopen boven elkaar ("superposé", "over & under", "bockgeweer") of naast elkaar ("juxtaposée", "side by side", "SxS") hebben. Deze hagelgeweren zijn scharnierend (kunnen "gebroken" worden) en op deze manier worden ook de patronen geplaatst. Dit type wordt gezien als het veiligste type jachtgeweer omdat het in "gebroken" toestand niet schietklaar is en dan ook duidelijk zichtbaar is of het al of niet geladen is. In Nederland overheerst dit type zowel voor kleiduivenschieten als voor de jacht op kleinwild.
- Afgezaagd hagelgeweer. Meestal een dubbelloops hagelgeweer maar enkelloops is ook mogelijk. Deze variant heeft een afgezaagde loop en (vaak) ook een afgezaagde kolf. Zodoende kan hij makkelijk onder een jas of in een mouw verstopt worden. Hij produceert tevens een grotere wolk hagel, waardoor hij op korte afstand effectiever is dan bijvoorbeeld een normaal geweer of pistool. Deze wapens zijn echter te allen tijde verboden: het afzagen van de loop is een misdrijf.
- Grendelgeweer of grendelhagelgeweer (Engels: bolt-action shotgun). Een enkelloops hagelgeweer. Deze variant wordt doorgeladen door middel van een grendel aan de zijkant van het geweer. Dit type wordt vrijwel alleen in de Verenigde Staten gebruikt, in Europa overheersen dubbelloops hagelgeweren in de jacht en sport.
- Hefboomgeweer (Engels: lever-action shotgun). Een enkelloops hagelgeweer. Deze variant wordt doorgeladen door middel van een hefboomsysteem aan de onderkant van het geweer. Dit type wordt vrijwel alleen in de Verenigde Staten gebruikt, in Europa overheersen dubbelloops hagelgeweren in de jacht en sport.
- Pompgeweer of pomphagelgeweer (Engels: pump-action shotgun). Een enkelloops hagelgeweer. Deze variant is veruit het bekendst bij het publiek door veelvuldig gebruik in actiefilms. Dit zijn de shotguns die na elk schot herladen moeten worden met het vaak karakteristieke klik-klikgeluid van het voorhout. (Deze zit onder de loop en dient in een pompende beweging naar achter en weer naar voren (of andersom) bewogen te worden.) Deze soort is zeer populair in de Verenigde Staten.
- Riot shotgun. Een enkelloops hagelgeweer. Dit zijn hagelgeweren die worden gebruikt voor defensieve doeleinden door politie en marechaussee bij rellen en demonstraties. Dit zijn vaak pomp- of semiautomatische hagelgeweren met over het algemeen langere magazijnbuizen. Ook worden er met de riot shotgun meestal alleen niet dodelijke munitie (rubberkogels, traangas, rookgranaten) afgevuurd.
- Combat shotgun. Een enkelloops hagelgeweer. Dit is de variant die door het leger gebruikt wordt. Deze verschilt van de riot shotgun door het feit dat aan een combat shotgun een bajonet bevestigd kan worden.
- Semiautomatisch hagelgeweer. Een enkelloops hagelgeweer dat vuurt als een halfautomatisch geweer, dat wil zeggen elke keer dat de trekker wordt overgehaald volgt er een schot.
- Volautomatisch hagelgeweer. Een enkelloops hagelgeweer dat vuurt als een mitrailleur en is een echt machinegeweer, dat wil zeggen als trekker wordt ingedrukt volgt er een serie schoten.

## Fabrikanten
Een paar van de bekendste fabrikanten van hagelgeweren zijn Browning, Benelli, Franchi, Mossberg, Remington, Beretta, en Winchester.